# Afrephialtes latisulcatus
Afrephialtes latisulcatus är en stekelart som först beskrevs av Cameron 1908.  Afrephialtes latisulcatus ingår i släktet Afrephialtes och familjen brokparasitsteklar. Utöver nominatformen finns också underarten A. l. tuberculatus.